# Alexandru A. Herlea
Alexandru A. Herlea (n. 24 iunie 1907, Vinerea, Comitatul Hunedoara, Austro–Ungaria – d. 18 august 1979, București, România) a fost jurist, profesor universitar de drept civil, istoric al dreptului, economist, jurnalist, poet, om politic român, membru al Partidului Național Țărănesc-Maniu, deținut politic sub regimul comunist.

## Familia
Alexandru A. Herlea se naște la 24 iunie 1907 ȋn Vinerea-Orăștie într-o veche familie românească din Transilvania, prezentă în viața politică, religioasă și culturală a Romȃniei.
El descinde din familiile Herlea și Moga pe linie paternă, Rațiu și Balaș pe linie maternă, cunoscute toate de peste trei secole, în care găsim numeroși preoți și juriști, dascăli și profesori, militari și diplomați, antreprenori și ingineri.
Printre strămoșii săi direcți se numără: protopopul Nicolae Rațiu, din Alba Iulia, duhovnicul lui Horea ȋnaintea supliciului (1784), episcopul Vasile Moga, primul episcop român ortodox din Transilvania (1811) după unirea cu Roma, revoluționarul de la 1848 Nicolae Herlea, mai tȃrziu memorandist, deputații ȋn  Dieta romȃnească a Transilvaniei  din 1863 protopopul Ioan Rațiu (redactor la Telegraful Român, profesor la Teologia din Sibiu) și juristul Ioan Balaș, viceprefect al lui Avram Iancu, sau Gheorghe Balaș, Bezirkshauptmann (șef de județ) al Țării Hațegului.
Alexandru A. Herlea este fiul notarului Alexandru Th. Herlea - primar (vreme de 14 ani) al  Orăștiei  după  Marea Unire, văr primar cu Lucian Blaga - și al Minodorei (n. Rațiu). Ambii săi bunici, Theodor Herlea și Dominic Rațiu, sunt juriști, diplomați ai Facultății de Drept (Academia Evanghelică Transilvania) din Sibiu, fii de preoți. Dominic Rațiu, fiul protopopului martir Grigore Rațiu din Alba Iulia, descinde din ramura  familiei Rațiu  de  Teiuș  a familiei medievale  Rațiu de  Noșlac,  cu rădăcini istorice de la sfârșitul sec. XIII (1298).
Alexandru A. Herlea a fost căsătorit cu Silvia, născută Herța (n. Săliște -Sibiu, 23 iulie 1914 - d. București, 7 ianuarie 2002), profesoară de filosofie, nepoata Acad. Ioan Lupaș și au avut doi copii: Alexandru Ioan Herlea, profesor universitar, doctor inginer, născut la Brașov, 11 octombrie 1942, și Dorin Herlea (n. Brașov, 20 iulie 1945 - d. 20 decembrie 1957).
A decedat la 18 august 1979 ȋn București și este înmormântat în cimitirul Bisericii „Sfânta Parascheva” din „Groaverii” Brașovului. Tot acolo mai sunt ȋnmormȃntați soția și fiul cel mic.

## Studii
A fost elev la școala elementară din Hațeg (1913-1916) și la Colegiul Reformat „Kocsárd Kun” din Orăștie (1916-1921) - devenit după naționalizare Liceul „Aurel Vlaicu”, pe care l-a urmat (1921-1925) și unde a susținut bacalaureatul.
Studiile universitare le-a făcut la Facultatea de Drept din Cluj (1925-1929) și - pentru o scurtă perioadă - la cea din Cernăuți, unde în 1928 a obținut licența în Drept. Tot la Cluj urmează în anii 1926-1929 cursuri la Academia de Științe Economice și la Facultatea de Litere și Filosofie.
La Facultatea de Drept din Cluj a obținut ȋn anul 1930 diploma de Doctor în Drept, Științe Economice și Politice și a urmat seminarul de aptitudini pedagogice, absolvit in 1928.
Ȋn anul 1934 devine Doctor în Științe Juridice al Universității din Iași. Face două voiaje de studii (în 1936 și 1938) la Paris (Facultatea de Drept), Roma și Londra .

## Activitate profesională
a) În ȋnvățămȃntul superior
Student fiind, în anul universitar 1926-1927, a suplinit catedra de Drept și Economie Politică la Școala Superioară de Comerț din Cluj, iar în anii 1928-1929 și 1929-1930, a fost conferențiar suplinitor de Drept Agrar la Academia de Înalte Studii Agronomice din Cluj, unde în anul 1938 va ocupa prin concurs postul de conferențiar universitar de Drept Agrar.
Intră definitiv în învățământul superior ȋn 1941, când este numit, prin concurs, asistent definitiv la catedra de Drept Civil a Academiei de Înalte Studii Comerciale și Industriale Cluj-Brașov. Aici devine conferențiar și profesor suplinitor, între anii 1944 și 1946 (titularul catedrei, prof. Ion Mateiu, fiind bolnav). Va deveni titularul catedrei de Drept Civil la 1 octombrie 1946. Între 1942 și 1944 este și conferențiar suplinitor de Istorie Economică.
Între 1942 și 1947 este directorul Seminarului de Drept Civil al Academiei de Înalte Studii Comerciale și Industriale Cluj-Brașov. În acest cadru organizează un oficiu model de publicitate imobiliară, dotându-l pe cont propriu cu toată documentația necesară. Acest oficiu a fost primul și singurul de acest fel din învățământul juridic superior din România.
Ȋn aceeași perioadă (1942-1947) este și director al Afacerilor Sociale și Universitare ale Centrului Universitar Brașov. În această calitate, printre alte activități, organizează sporturile studențești pe care le-a condus cu succes, instituția obținând prin competitorii săi mai multe cupe și premii la diverse concursuri. În 1943 a organizat și condus la Brașov concursurile interuniversitare ale sporturilor de iarnă.
Alexandru Herlea a activat ca membru al mai multor institute și comisii între anii 1940 și 1948:
- Membru al „Institutului de Științe Economice” Brașov (1940-1947)
- Membru al Comisiei Ministeriale pentru întocmirea regulamentului de organizare a învățământului superior în România (1941-1942)
- Membru al Comisiei "Alaci" (denumită după matematicianul Valeriu Alaci) pentru reforma învățământului economic superior în România.
- Reprezentantul în România al „Institutului de Drept Comparat” din Paris și al „Societății de Legislație comparată” din Paris (1945-1948).
În toamna anului 1947, Alexandru Herlea va fi dat afară (”comprimat”) din învățământul superior, la primele epurări pe considerente politice efectuate de regimul comunist.
b) Avocat și jurist-consult
Din 1929 Alexandru A. Herlea este înscris în Baroul Avocaților. Va activa la barourile din Cluj, Hunedoara și Brașov. Pledează și la Curtea de Casație, între altele - în anii 1932-1948 - în celebrele procese „Mica”, în care este avocatul persoanelor deposedate abuziv de Societatea Mica (ce deținea minele de aur din munții Apuseni). De asemenea, pledează în procesul civil al lui R. Budai-Deleanu, în procesul penal al lui Pompiliu Piso etc. Este dat afară din Barou, de către comuniști, în 1948.
Este Consilier juridic la Societatea „Astra” - Orăștie, la Societatea „Creditul Industrial” Brașov (1944-1948), la Societatea "Metalo-Chimice" Brașov (1964-1968) și șef al Serviciului Juridic al Societății Gostat din Brașov (noiembrie 1955 - martie 1959). Organizează acest serviciu, nou creat,  și realizează ȋn 1956, la cererea Ministerului Agriculturii, un studiu privind publicitatea imobiliară a statului, care va deveni un document de bază al Ministerului. De asemenea, este responsabil juridic al restituirii caselor naționalizate ale sașilor.
c) Cercetător științific
Istoric al Dreptului la Institutul de Istorie „Nicolae Iorga” al Academiei, București, în perioada 1966-1975. A putut fi angajat la Institutul de Istorie al Academiei datorită sprijinului dat de Ilie Murgulescu, președintele Academiei la acea vreme, care a ajutat pe mulți foști profesori universitari - foști deținuți politici, încadrându-i în cercetarea științifică. La Institutul „N. Iorga” a lucrat în special în probleme privind istoria dreptului transilvan, ȋn secția de Istorie a Dreptului, condusă de Gheorghe Cronț și din care făceau parte personalități precum: George Fotino, Valentin Georgescu, Petre Strihan, Alexandru Constantinescu, Dan Lăzărescu, Ovidiu Sachelarie, Constantin Bucșan, Tudor Voinea, etc.
Directorului institutului, Andrei Oțetea, a făcut tot ce i-a stat în putință ca să-l mențină pe Alexandru Herlea la un salariu cât mai mic și să-l împiedice să publice.
De altfel, tot ceea ce a publicat în țară după 1947, cu foarte rare excepții (articolele în revistele „Studii de istorie” și „Revue roumaine d’histoire”) sunt publicații scoase pe cont propriu.
Este grăitor felul în care au fost publicate două din lucrările mai importante scrise după 1947. Este vorba de lucrările: „Sur la condition juridique de l’enfant en Roumanie” și „Aprobatae Constitutiones”. Prima a fost publicată în străinătate de către societatea internațională de istoria dreptului „Jean Bodin” din Bruxelles. „Aprobatae Constitutiones”, traducerea și studiul introductiv, erau terminate din 1967, Herlea începând să lucreze la traducere din 1942. La traducere au colaborat Romul Pop și Iuliu Nasta. Publicarea îi este refuzată în mod constant, invocându-se argumente politice legate de persoana sa. Lucrarea n-a apărut decȃt în 1978, la Editura Mitropoliei din Sibiu, într-un număr extrem de redus de exemplare și numai după ce Herlea și-a asociat doi coautori fără ”pete” politice: Valeriu Șotropa de la Universitatea din Cluj și Ion Floca de la Seminarul Teologic din Sibiu. În 1997, lucrarea „Constituțiile Aprobate ale Transilvaniei” în îngrijirea prof. Liviu Marcu, a fost publicată la Editura Dacia din Cluj.
Pensionat, în 1975, de la Institutul de Istorie "Nicolae Iorga" din București.
d) Jurnalist și activitatea asociativă
- Până în 1948
Redactor la revistele: „Societatea de mîine”, „Patria”, „Chemarea”, Cluj, în perioada 1925-1931.
Președintele Societății Studenților Hunedoreni, Cluj (1926-1929).
Colaborator la revistele: „Țara de mâine”, „Tribuna”, „Observatorul social-economic”, „Țara nouă”, „Libertatea”, „Gazeta Transilvaniei”, „Analele Academiei Cluj-Brașov”  (1930-1948).
Redactor-șef al ziarului „Solia Dreptății”, Orăștie  (director: Aurel Vlad), între 1932 și 1935.
Membru al Asociației Culturale „ASTRA”, între 1932 și 1948.
Membru și consilier în Biroul Central al Sindicatului Presei din Transilvania și Banat, Cluj (1934-1947).
Fondator și director (1935-1938) al ziarului „Solia” - Orăștie. Fondează acest ziar ca oficios al P.N.Ț. după separarea lui Aurel Vlad de Iuliu Maniu.
- După 1970
Fondator (în 1976) și primul președinte al „Asociației de istorie comparativă a instituțiilor și dreptului” din România, în a cărei creare a întâmpinat mari dificultăți, pe care le-a depășit în cele din urmă. Alexandru Herlea a atras în această asociație colaboratori valoroși, începând cu colegii săi de la Institutul de Istorie ”Nicolae Iorga”, menționați mai sus, precum și multi foști deținuți politici. Asociația a fost, astfel, un cadru în care s-au putut exprima cei care n-au putut publica nimic sau vorbi în public după 1947 (printre care și Corneliu Coposu). Asociația promova adevărata istorie națională și principii de reală democrație și legalitate și a reunit până în august 1979, când fondatorul ei s-a stins din viață, peste 160 de membri (100 români și 60 străini).
Alexandru A. Herlea a afiliat asociația sa  la „Association internationale d’Histoire du droit et des institutions”, fapt apreciat de președintele acesteia, profesorul Jean Gaudemet din Paris.
În 1977, Alexandru Herlea fondează la București și o revistă a Asociației de Istorie comparativă a instituțiilor și dreptului: revista „Recherches sur l’histoire des institutions et du droit”, finanțată numai din cotizațiile membrilor asociației. Revista „Etnologica”, fondată în 1978 și condusă de Romulus Vulcănescu apare ca supliment al revistei „Recherches sur l’histoire des institutions et du droit”.
Al. Herlea a mai fost:
- membru al „Asociației Oamenilor de Știință din România” (1972) ;
- membru corespondent al „Academiei Tiberine” din Roma (1977) ;
- membru activ al „Academiei de Științe” din New York (1978)
- colaborator la revistele: „Studii de istorie”, „Revue roumaine d’histoire”, „Mitropolia Ardealului”.
După 1970, timp de un deceniu, activitatea sa se distinge și prin participarea la marile congrese de istoria instituțiilor și dreptului care se desfășoară anual. Se succed astfel congresele de la Moscova, Bratislava, Pecs, Cracovia, Mamaia, Bari, San-Francisco, Praga, Strasbourg, Varșovia, Anvers.
e) Poet
Publică pe cont propriu, în 1978, trei volume de poezii (300 de exemplare fiecare):
La porțile gândului, Tipografia Universității București, 1978.
Pe puntea întrebărilor, Tipografia Universității București, 1978.
Cronica neliniștii, Tipografia Universității București, București, 1978.
Aproximativ 500 poezii se află în manuscris.
Aproximativ 1000 poezii au fost confiscate de Securitate la percheziția din martie 1959, la a doua arestare, și nu au mai fost recuperate.

## Activitate politică
Membru al P.N.Ț. din 1926.
Membru fondator al Organizației tineretului național-țărănist „Chemarea”, 1926. Responsabil cu organizarea „Chemării” la Cernăuți.
Membru al comitetului județean P.N.Ț. din județul Hunedoara, 1931-1938.
Secretar al grupului parlamentar al județului Hunedoara în Cameră, 1932.
Ales deputat în județul Hunedoara, 1938.
Invitat de Biroul „Internaționalei verzi” (asociația partidelor agrariene din Europa), la reuniunile acestuia de la Praga care au avut loc în anii 1936 și 1937.
Figurează în 1940 pe lista neagră a Mișcării Legionare care cuprindea persoanele care urmau a fi lichidate. Avertizat, se ascunde la București.
Membru fondator (1933) și Secretar general (1945-1947) al „Frăției Ortodoxe Române”, cea mai mare organizație laică a Bisericii Ortodoxe Române.
Este coredactor (ȋmpreună cu profesorii Victor Jinga și Vasile Gionea de la Academia Comercială din Cluj-Brașov) în primăvara anului 1944 al unui manifest intitulat „Proiect de enunțări principiale și programatice” ȋndreptat împotriva războiului, a fascismului și dictaturilor. Acest manifest aborda toate aspectele vieții politice, sociale, economice și culturale ale țării. Semnat și de alte nouă persoane (Augustin Tătaru, Ion Tarția, Ion Tocitu, Laurean Someșan, av. Gheorghe Voișianu, Gheorghe Fodoreanu, Emil Pascu, Cornel Pop, Gheorghe Vrînceanu), majoritatea profesori la Academia Comercială din Cluj-Brașov, strânși în jurul revistei „Țara de mîine”; manifestul a fost publicat în 2000 de exemplare și difuzat clandestin în iunie 1944. El a cunoscut o mare audiență în rândul intelectualilor democrați.
Refuză diferite propuneri de colaborare cu regimul instalat după 23 August 1944, precum cea a lui Petru Groza, care a venit în repetate rânduri la Brașov înainte de 6 martie 1945 pentru a le propune lui Alexandru Herlea și Victor Jinga o colaborare și posturi ministeriale, sau cea a lui Mihail Ralea care, aflând de manifest, propune semnatarilor să participe la crearea unui partid socialist-țărănist.

## Represiunea politică
După ocuparea României de către sovietici - și în special după instalarea la putere a lui Petru Groza, Alexandru Herlea desfășoară o intensă activitate (total nonviolentă, numai cu verbul și condeiul) de denunțare a metodelor prin care comuniștii se instalau la putere, precum și a tragicelor consecințe pe plan politic, economic și social.
1949 (august) - 1954 (august) - Deținut politic (prima detentie)
          1949-1950: deținut politic la Securitatea și Penitenciarul din Brașov.
          1951 (februarie) - 1954 (august) - deținut politic, muncă forțată la Canalul Dunăre-Marea Neagră (Peninsula, Valea Neagră, Poarta Albă)
1954-1955 - muncitor, cioplitor de piatră, cariera Babarunca, Munții Ciucaș, Pasul Bratocea.
1955 - Contabil la un mic restaurant și la un depozit de vinuri, Brașov.
1959 (martie) - 1963 (ianuarie) - Deținut politic (a doua detentie)
            1959 (martie) -1961 (martie) - Deținut politic la Securitatea Brașov și Penitenciarul Codlea
            1961 (martie) - 1963 (ianuarie) - Jilava

### Prima arestare - august 1949
În primăvara anului 1949, Augustin Popa, în numele „Comitetului Național de Coordonare Romȃnească” condus de generalul  Nicolae Rădescu, care se constituise la Paris în 1948, trimite o scrisoare național-tărănistului Victor Anca, pe care îl roagă să organizeze redactarea unui memoriu privitor la situația politică, socială, economică existentă în România. Victor Anca face apel la profesorul Alexandru Herlea și Victor Jinga, care acceptă.
De scrisoarea lui Augustin Popa mai au cunoștință: Ion Lugojanu, Dimitrie Gerota, Emil Hațieganu, Gabriel Țepelea - din București, Vasile Munteanu și Ghiță Dragoș - din Brașov.
V. Jinga și A. Herlea redactează în mai 1949 un prim memoriu pe care Herlea îl predă lui Victor Anca, acesta ducându-l la legația franceză care-l expediază prin curier diplomatic.
Augustin Popa, primind memoriul, îi trimite lui V. Anca o scrisoare de răspuns tot prin legație. Valiza diplomatică este deschisă la graniță de către autoritățile române; scrisorile oficiale rămân neatinse, iar cele personale - ca aceea către V. Anca - sunt deschise și închise la loc. Astfel, Securitatea ia cunoștință de activitatea lui V. Anca, V. Jinga și A. Herlea și îi pune sub urmărire.
V. Jinga și A. Herlea redactează un al doilea memoriu, pe care tot A. Herlea îl duce ȋn 3 august 1949 lui V. Anca la București, iar acesta - în vederea expedierii - îl ascunde acasă. La o percheziție inopinată se găsește acest al doilea memoriu la V. Anca. La arestarea lui V. Jinga se găsește și copia primului memoriu, pe care acesta o păstrase. Trebuie specificat că cele două memorii nu conțineau nici o informație secretă, fiind numai o analiză a situației existente, realizată cu informații accesibile în modul cel mai legal.
Urmare a acestei "uneltiri" este arestat în august 1949 și Alexandru Herlea.  În timpul detenției, acesta a fost bătut crunt la închisoarea din Brașov de către ofițerul Mayer, care cu o lovitură de cizmă l-a rănit grav, afectându-i intestinul gros. Ulterior, la începutul detenției la "Canal", rana s-a infectat. În această situație disperată, Herlea a fost operat de către un coleg de detenție, Achile Sari, student în primul an de medicină, în condiții improvizate, cu un cuțit de bucătărie și fără anestezie. Cicerone Ionițoiu vorbește despre aceasta în cărțile sale.

### A doua arestare - martie 1959
După Revoluția din Ungaria din toamna anului 1956, existau dispoziții secrete să se facă procese politice de intimidare. De la ieșirea din închisoare (august 1954), Alexandru Herlea a fost urmărit pas cu pas - după cum a putut să constate el însuși ulterior, din rapoartele redactate de securitatea din Constanța pentru timpul cât se aflase acolo în vacanță, rapoarte ce i-au fost arătate în timpul anchetei la Securitatea din Brașov . De asemenea, erau trimiși instigatori să-l îndemne la acțiuni de sabotare. El n-a cazut însă în această cursă.
Securitatea îl avea la "index" pentru dinamismul care îl caracteriza și prestigiul de care se bucura în Brașov, în special printre foștii deținuți politici, datorită atitudinii demne pe care o avusese în prima perioadă de detenție (a se vedea publicațiile lui Remus Radina, Cicerone Ionițoiu, Ion Cârja, etc.).
Ca șef al serviciului juridic al Societății Gostat - Brașov, unde era foarte apreciat, angajase ca avocați numai foști deținuți politici spre a-i ajuta, aceștia fiind însă și foarte capabili profesional. Era rău văzut de către autorități și pentru legăturile pe care le-a menținut cu Victor Jinga și cu alți fruntași național-țărăniști, printre care Mihai Popovici, fost vicepreședinte al P.N.Ț., pe care îl găzduise  în primăvara anului 1958, când acesta vizitase Brașovul.
În primăvara lui 1958 este arestat un funcționar de la Banca Agricolă, care delapidase peste 100.000 lei și care conform legii trebuia condamnat la moarte. Pentru a scăpa de această pedeapsă, declară, sfătuit de Securitate, că el nu a furat, ci a sabotat economia națională din ordinul lui Alexandru Herlea. Dosarul întocmit de Securitate este trimis spre avizare unui expert contabil (prof. Barbă de la Politehnica Brașov), care refuză însă să-l semneze, considerându-l cu totul absurd.
Securitatea arestează atunci alte două persoane pe care le determină să afirme că în iulie 1954 A. Herlea a organizat o acțiune contrarevoluționară, teroristă. Se constituie astfel un lot de 18 persoane, național-țărăniști și legionari – cu Herlea, țărănist, șef de lot, Lazăr Eugen, subșef al național-țărăniștilor și Mălușel subșef al legionarilor. Securitatea (prin cpt. Urzică și col. Alexandrescu) a făcut presiuni brutale asupra lui Herlea, torturându-l, pentru a-l determina să declare că el a acționat la ordinul lui Mihai Popovici, și să însceneze astfel un mare proces național. Herlea însă rezistă presiunilor și torturii, refuzând să abdice de la principii.
În această a doua punere în scenă, Securitatea a făcut o greșeală, și anume în ce privește data indicată ca dată de organizare: ziua de Sf. Ilie (20 iulie) 1954, când toți "complotiștii" s-ar fi întâlnit la Zărnești, la preotul Ilie Piso acasă. Numai la proces, după doi ani de anchetă, pentru ca Securitatea să nu modifice această dată, A. Herlea a relevat că acest lucru nu stă în picioare, deoarece în ziua de 20 iulie 1954 el se afla încă în executarea primei pedepse de 5 ani, la Canal. Numai în felul acesta a reușit să scape de pedeapsa capitală pe care o ceruse procurorul acuzându-l de crimă împotriva statului, sub amenințarea căreia a trăit doi ani.
A fost totuși condamnat la 20 ani muncă silnică, în ciuda evidentei nevinovății și a pledoariei curajoase a avocatului Gheorghe Voișanu din Cluj, bunul său prieten care l-a apărat ȋn proces. La terminarea acestuia a fost din nou bătut crunt de cpt. Urzică și col. Alexandrescu, pentru că ținuse secret alibiul hotărâtor. După decembrie 1989 torționarii Urzică și Alexandrescu au devenit generali, beneficiind de pensii speciale.
În același timp cu procesul Herlea s-a judecat la Brașov și procesul Jinga, acesta fiind capul unui alt lot acuzat de propagandă împotriva statului și condamnat la 10 ani muncă silnică.

## Publicații
Activitatea științifică și publicistică a lui Alexandru Herlea se împarte în două mari etape: 1929-1947 și 1966-1979. În răstimpul de 20 de ani dintre aceste perioade i-a fost interzis să publice.

### Perioada 1929 - 1947
În prima etapă, studiile și publicațiile sale se raportează la o largă gamă de subiecte din actualitatea vremii, legate de preocupările sale profesionale și de angajamentele de natură socio-politică. Astfel, Alexandru Herlea tratează teme privind cooperația, moneda, organizarea administrativă, axându-se în special pe probleme de drept civil, dar abordând și teme de drept minier, drept și politică agrară etc. Este un specialist al proprietății imobiliare reale, al cărților funduare. Printre publicațiile sale din această perioadă se remarcă:
- O falsă concepție despre proprietatea agrară medievală. Tip. Astra, Brașov, 1944, studiu de istoria dreptului constituțional în care Herlea răspunde critic la teza maghiară privind originea de drept public a proprietății agrare medievale maghiare;
- Cărțile de proprietate în Transilvania. Tip. Astra, Brașov, 1945;
- Publicitatea imobiliară reală. Ed. Minerva, Brașov, 1947.
Lista publicațiilor din perioada 1929-1947:
1. Considerațiuni la legea stabilizării. Tip. Ardealul, Cluj, 1929.
2. Aspecte de politică agrară. Tip. Ardealul, Cluj, 1929.
3. Studiul cooperației. Tip. Cartea Românească, Cluj, 1929.
4. Organizarea finanțelor locale. Tip. Lumina, Orăștie, 1934.
5. În jurul reformei regimului minier. Tip. Lumina, Orăștie, 1936.
6. Les conséquences de la réforme agraire roumaine. Tip. Lumina, Orăștie, 1937.
7. Dreptul agrar și paza bunurilor agricole. Tip. Lumina, Orăștie, 1937.
8. Dispozițiuni penale în legislația agrară. Tip. Lumina Orăștie, 1937.
9. Românizarea vieții economice în Ardeal. Tip. Lumina, Orăștie, 1938.
10. Paguba de cîmp în dreptul agrar. Tip. Minerva, Deva, 1938.
11. Pădurile din munții Apuseni, în lumina legilor de reformă agrară. Cluj, 1940. (litografiat).
12. Minele de aur din Munții Apuseni și drepturile Statului asupra acestor mine. Cluj, 1940. (litografiat).
13. Regimul muncii în timp de război. Tip. Minerva, Deva, 1941.
14. Îndreptar de procedură judiciară aplicată. Brașov, 1942. (litografiat)
15. Îndreptar de istorie economică. Brașov, 1943. (litografiat)
16. Stabilirea salariilor minimale în întreprinderile particulare. Observatorul Social Economic, nr. 2-3, Brașov, 1943.
17. Noua lege de organizare judecătorească în raport cu organizația de Stat. Observatorul Social Economic, nr. 5-6, Brașov, 1943.
18. Rolul presei transilvane in pregătirea unirii. Tribuna festivă, Brașov, 1943.
19. Securitatea drepturilor și formalismul fiscal în procedura judiciară. Tip. Dacia Traiană, Brașov, 1944.
20. Proprietatea agrară și dezvoltarea regimului juridic agrar. Tip. Astra, Brașov, 1944.
21. O falsă concepție despre proprietatea agrară medievală. Tip. Astra, Brașov, 1944.
22. Cărțile de proprietate în Transilvania. Tip. Astra, Brașov, 1945.
23. Drept civil. Principalele drepturi reale. Tip. Drum Nou Brașov, 1946.
24. Generalizarea gajului civil. Tip. Astra Brașov, 1946.
25. Politica culturii în constituțiile europeene. Tip. Astra, Brașov, 1946.
26. Opera juridică a profesorului Ion Mateiu. Tip. Astra, Brașov, 1946.
27. Publicitatea imobiliară reală. Ed. Minerva, Brașov, 1947.
La aceste publicații se adaugă alte două lucrări în manuscris:  Contribuțiuni la istoria dreptului de proprietate în Transilvania și Regimul proprietății agrare medievale în Transilvania. Traducerea legislației privitoare la proprietatea agrară medievală, din Corpus Juris Hungarici. Cele două manuscrise au fost confiscate de Securitate la arestarea lui Herlea în 1949 și nu s-au găsit pană acum.
O parte din publicațiile de mai sus au fost utilizate în cele trei volume intitulate: „Studii de Istorie a Dreptului”, de Alexandru Herlea, publicate după moartea sa de Editura Dacia din Cluj-Napoca în 1983, 1985 și 1997 (vezi bibliografia).

### Perioada 1966 – 1979
Activitatea de cercetare științifică a lui Alexandru A. Herlea în perioada de după 1948 se limitează la cea de după 1966, anul numirii sale la Institutul de Istorie al Academiei "Nicolae Iorga". Dar și aici condițiile au fost vitrege, așa cum am menționat deja. Ca cercetător s-a axat cu precădere pe probleme de istoria dreptului din Transilvania, însă fără să se limiteze la acestea. Analizează rolul Dietelor din perioada de autonomie, instituțiile juridice de drept privat, se ocupă de Constituțiile Aprobate, de formarea și evoluția dreptului penal, de dreptul copilului, analizează probele primitive, relevă absența ordaliilor și permanența spiritului roman în vechiul drept românesc etc. Măsura în care principii și instituții juridice, administrative, fiscale, religioase, sociale, se perpetuează din antichitate, de la romani, până în epoca modernă, fiind conservate de poporul român și neregăsindu-se la popoarele conlocuitoare sau vecine, constituie ceea ce Herlea numește argument instituțional în demonstrarea continuității românilor. Cu toată importanța studiilor sale, Herlea nu le poate publica decât cu multă greutate, fapt evocat deja mai sus.
Lista lucrărilor din perioada 1966-1979:
1. Studiu privitor la publicitatea imobiliară a Statului (pentru Ministerul Agriculturii), Brașov, 1956. (manuscris)
2. Werböczi, Tripartiti operis juris consuetudinarii – traducerea unor părți alese și studiu introductiv, București, 1966-68. (manuscris)
3. Cronici mai puțin cunoscute, București, 1966-68. (manuscris)
4. Instituția înfrățirii în dreptul Europei centrale, București, 1966-1968. (manuscris)
5. Frăția Ortodoxă Română – prezentare sumară retrospectivă, București, 1967. (manuscris)
6. Importanța anchetei științifice internaționale privind publicitatea imobiliară comparată, (L’importance de l’enquête scientifique internationale concernant la publicité immobilière comparée), Bucarest, 1968. (manuscris)
7. Umanismul în vechiul drept românesc. Argeș nr. 10, Pitești, 1968.
8. Caracterul enciclopedic al studiilor juridice în învățământul economic superior, București, 1969. (litografiat)
9. Matematica și statistica în științele juridice, București, 1969. (litografiat)
10. Dreptul și ramurile sale, București, 1969. (litografiat)
11. Sytèmes européens dans les rapports entre l’administration centrale et locale, Annales du Congrès d’Histoire du Droit, Leyde, 1970.
12. Dietele in Transilvania autonomă. În Studii și materiale de istorie medie, vol. VI, București, 1970. 
13. Relations de droit entre les Pays Roumains, aux XVI-XVIIIe siècles. În Revue Roumaine d’Histoire, vol. X, nr. 5, București, 1971.
14. Les conditions de l’élaboration et l’importance des Constitutions Approuvées de Transylvanie. În Revue Roumaine d’Histoire, vol. XI, nr. 3, București, 1972.
15. Principes communs de l’administration dans l’Europe centrale et réformes administratives roumaines jusqu’en 1944. În Verwaltungshistorische Studien, Universitas Quinqueecclesiensis, Facultas Politico-Juridica, Pécs, 1972.
16. La formation du droit pénal roumain comme branche indépendente. În Annales du Congrès d’Histoire du Droit, Cracovia, 1973.
17. Contribuții la istoria economiei miniere din munții Apuseni. În Studii de Istorie, vol. XXVI, nr. 1, Bucuresti, 1973.
18. Les origines des congrès et des conférences de l’histoire comparée du droit et des institutions. Comunicare Congresul de istoria dreptului, Mamaia, 1974. (manuscris)
19. Le développement de l’enseignement juridique roumain, entre les deux guerres mondiales. Universitas Comeniana, Acta Facultatis Juridicae, Bratislava, 1975.
20. L’unification de l’enseignement juridique en Roumanie jusqu’à la première guerre mondiale. Universitas Comeniana, Acta Facultatis Juridicae, Bratislava, 1975.
21. La vérité matérielle comme fondement de la preuve, Annales du Congrès d’Histoire du Droit, Prague, 1975.
22. L’influence du code civil français sur le code civil roumain, Annales du Congrès d’Histoire – Bulletin d’information international d’histoire du droit et des institutions, San Francisco, 1975.
23. Aspects de l’histoire du statut juridique de l’enfant en Roumanie, Recueil de la Société Jean Bodin, vol. XXXVI, Bruxelles, 1975.
24. Etapes de l’histoire de la délinquence juvénile en Roumanie, Recueil de la Société Jean Bodin, vol. XXXVIII, Bruxelles, 1976.
25. Sur l’histoire du droit à l’éducation de l’enfant en Roumanie, Recueil de la Société Jean Bodin, vol. XXXIX, Bruxelles, 1976.
26. L’exercice de la justice communautaire rurale roumaine, Comunicare la congresul de istorie a dreptului, Varsovia, 1976. (manuscris)
27. Vechile legislații transilvane “Approbatae Constitutiones - 1653”, Mitropolia Ardealului, 1976 (în colaborare cu V. Sotropa și I. N. Floca)
28. Une institution peu connue: Le Bilot, în Recherches sur l’histoire des institutions et du droit, vol. I, București, 1977.
29. Les diètes dans la Transylvanie autonome, în Recherches sur l’histoire des institutions et du droit, vol. II, București, 1978.
30. L’absence de l’ordalie dans l’ancien droit roumain, în Recherches sur l’histoire des institutions et du droit, vol. III, București, 1979.
31. Relations entre la formation de quelques institutions sociales et de la culture matérielle, în Recherches sur l’histoire des institutions et du droit, vol. III, București, 1979.
32. Apperçus sur la juridiction de la Transylvanie et les preuves primitives,în Recherches sur l’histoire des institutions et du droit, vol. IV, București, 1980.
33. Istoria dreptului românesc, vol. I-II, Editura Academiei, București, 1980. (coautor)
O parte din aceste lucrări au fost utilizate în cele trei volume intitulate: „Studii de Istorie a Dreptului”, publicate după moartea autorului de Editura Dacia din Cluj-Napoca în 1983, 1985 si 1997, în îngrijirea profesorilor Valeriu Sopropa și Liviu Marcu.

### Publicații după deces
Acestea apar prin grija soției sale, profesoara Silvia Herlea, și cu ajutorul profesorilor Liviu Marcu și Valeriu Șotropa.
1. Studii de Istorie a Dreptului. Organizarea de Stat, Prefață Vasile Netea, Ediție îngrijită, note și comentarii Valeriu Sotropa, Editura Dacia, Cluj-Napoca, 1983.
2. Studii de Istorie a Dreptului. Dreptul de proprietate, Ediție îngrijită, note și comentarii de Valeriu Sotropa, Editura Dacia, Cluj-Napoca, 1985.
3. L’exercice de la justice communautaire rurale roumaine, Les Communautés Rurales. Recueils de la Société Jean Bodin pour l’Histoire comparative des institutions. T. XLV, ed. Dessain et Tolra, Paris, 1986.
4. Georgiu Plopu. Viața, opera, gândirea juridică, Text revăzut de dr. L. P. Marcu. Studii de Drept Românesc, seria nouă 2 Anul 7 aprilie-iunie 1995, București, Editura Academiei Române.
5. Studii de Istorie a Dreptului. Drept civil. Învățământ juridic. Figuri de juriști. Traduceri, ediție îngrijită, note și comentarii Valeriu Șotropa și Liviu Marcu. Postfață Liviu Marcu, Editura Dacia, Cluj-Napoca, 1997.
6. Constituțiile Aprobate ale Transilvaniei 1653; traducere, studiu introductiv și note Alexandru Herlea, Valeriu Șotropa, Romul Pop, Iuliu Nasta, Ioan Floca, ediție îngrijită și prefață Liviu Marcu. Ed. Dacia, Cluj-Napoca, 1997.